# Boulevard Louis-Millet
Le boulevard Louis-Millet est une voie de Nantes.

## Situation et accès
Située dans le quartier Doulon - Bottière et long de près de 310 mètres, le boulevard part de la place Gabriel-Trarieux, pour déboucher au passage à niveau permettant le franchissement de la ligne de Nantes-Orléans à Châteaubriant.

## Origine du nom
Il rend honneur à Louis Millet (1845-1919), qui fut, entre 1896 et 1908, le dernier maire de la commune de Doulon avant le rattachement de celle-ci à la ville de Nantes. Dès mai 1908, il deviendra adjoint spécial pour Doulon au sein du nouveau conseil municipal de Nantes dirigé par Gabriel Guist'hau, fonctions qu'il occupera jusqu'à sa mort en 1919, durant la municipalité Bellamy.

## Historique
Jusqu'au milieu du XIXe siècle, la voie qui permet de relier le bourg de Doulon (centré autour de l'actuelle place du Vieux-Doulon) au quartier de Toutes-Aides formant un faubourg de Nantes, n'est alors bordée que par des champs, des prairies, quelques fermes et lieux-dits.
En 1861, les Frères de l'instruction chrétienne de Ploërmel transfèrent leur pensionnat situé jusqu'alors au lieu-dit de la « Papotière » situé proche du bourg, dans de nouveaux locaux localisés au village des Roches au nord-est de la place Gabriel-Trarieux. L'amélioration des moyens de transport (train et tramway) ainsi que la renommée de l'établissement gonfleront encore les effectifs de l'établissement jusqu'à sa fermeture à la suite la promulgation de la loi de séparation des Églises et de l'État en 1902.
En 1845, une école communale de garçons est construite, dans laquelle on réserve deux pièces : l'une au rez-de-chaussée destinée à accueillir la mairie de la commune, tandis qu'à l'étage, on y installe une salle de cérémonie. Malgré l'opposition des habitants du bourg souhaitant l'installation de la maison communale au cœur historique de la commune, le conseil municipal décide à la fin des années 1860 d'observer le statu quo, jugeant que l'accroissement de la population durant les deux dernières décennies avait essentiellement profité au quartier de Toutes-Aides qui comptait alors les quatre cinquièmes de la population doulonnaise. Dès les années 1870, la municipalité décide même la construction d'une nouvelle mairie sur un emplacement plus fonctionnel. Mais l'acquisition onéreuse du nouveau terrain, ainsi que l'allongement des délais nécessaires dans le cas d'une procédure d'expropriation pour cause d'utilité publique, incitent le conseil à renoncer à une nouvelle implantation et décide la construction du futur bâtiment sur le même site que le précédent, à côté de l'école primaire de filles ouverte en 1870 par la Congrégation des Sœurs de l’Instruction Chrétienne (dites « Congrégation de St Gildas ») qui deviendra par la suite le lycée Notre-Dame-de-Toutes-Aides.
L'architecte redonnais Francis Leray est alors désigné pour élaborer les plans de l'édifice, dont la construction est évaluée à un montant de 45 000 francs. L'hôtel de ville, situé à proximité de la gare de Doulon (édifiée quinze ans auparavant), est inauguré en présence du préfet, le 22 avril 1900.
Onze ans plus tard, alors que Doulon a été rattaché à la ville de Nantes, l'ancien pensionnat des frères de Ploërmel est racheté par cette dernière au profit de l'État qui y installe un hôpital militaire baptisé « Hôpital Broussais ». Inauguré le 4 juillet 1914, quelques semaines avant le déclenchement de la Première Guerre mondiale, le site est occupé par l'armée allemande durant la Seconde Guerre mondiale ce qui lui vaut d'être bombardé par l'aviation alliée. L'hôpital militaire resta en activité jusqu'à sa fermeture survenue en 1984. Ses espaces verts sont alors ouverts au public formant ainsi le parc de Broussais.
Son nom actuel lui a été attribué par délibération du conseil municipal du 20 octobre 1920.
En 1985, la ligne 1 du tramway est mise en service et dispose d'une station à l'extrémité est du boulevard, baptisée Mairie de Doulon.

## Sources
- Noël Guillet, Doulon : De l'indépendance à l'annexion - Cent ans de vie municipale, Nantes, Association Doulon-histoire, 2000, 194 p. (ISBN 2-908289-19-9)